# Eurovision Song Contest 1979

Deltagande länder.
Länder som tävlat förut men inte deltog 1979.

Eurovision Song Contest 1979 sändes den 31 mars 1979 från IBA Binyanei Ha'ooma i Jerusalem, Israel, i och med att Israels Izhar Cohen med gruppen Alphabeta året innan hade vunnit med låten "A-Ba-Ni-Bi". Programledare var Daniel Peer och Yardena Arazi. 
Det blev seger för Israel för andra året i rad i och med att gruppen Milk & Honey med Gali Atari vann med låten Hallelujah. Melodin skulle egentligen ha varit med redan 1978 men ratades av den israeliska testjuryn då den inte ansågs bra nog.
Mellan varje bidrag visades en kortare film, där man på ett skämtsamt sätt försökte fånga något typiskt för de olika länderna som deltog. I Sveriges fall visades en skog där tomtar och troll dansade omkring. Turkiet skulle egentligen ha varit med i tävlingen men tvingades att hoppa av, efter påtryckningar från arabiska stater som motsatte sig att ett muslimskt land skulle tävla i Israel.
För övrigt bidrog Västtyskland med låten "Dschinghis Khan" som i efterhand fått kultstatus i eurovisionssammanhang. Den tempostarka låten handlar om den historiske krigsherren Djhingis Khan som besjöngs av 5 personer samtidigt som en dansare utklädd till huvudpersonen befann sig i centrum utförande en mängd piruetter och en i övrigt tämligen komplex dans; ibland i samklang med de övriga på scenen. På förhand var man rädd att låten skulle väcka anstöt i och med att mongolhärskaren på sina räder också hade härjat i Israel. Bidraget gick dock hem och mottog stort jubel och långa applåder från publiken. Låten fick ett par tolvor och slutade på fjärde plats med 86 poäng.
På grund av det känsliga läget i Israel hade säkerhetsåtgärderna inför festivalen varit rigorösa. På väg till arenan fanns flera vägspärrar där k-pistbeväpnade vakter kontrollerade såväl biljetter som ID-handlingar. Samtliga i publiken fick gå igenom metalldetektorer och fick väskor och fickor genomsökta. Säkerheten skärptes än mer när Israels Gali Atari endast ett par timmar före festivalen utsattes för ett kidnappningshot. För övrigt var Ted Gärdestad, som representerade Sverige, kritisk mot hela organisationen i och med att det inte fanns någon plats i lokalen att byta om eller att sjunga upp. Detta fick man själv ordna på sitt hotell.
Svensk kommentator var Ulf Elfving.

## Bidragen
| Nr | Land           | Artist                                     | Sång                          | Placering | Poäng |
| -- | -------------- | ------------------------------------------ | ----------------------------- | --------- | ----- |
| 1  | Portugal       | Manuela Bravo                              | Sobe, sobe, balão, sobe       | 9         | 64    |
| 2  | Italien        | Matia Bazar                                | Raggio di luna                | 15        | 27    |
| 3  | Danmark        | Tommy Seebach                              | Disco Tango                   | 6         | 76    |
| 4  | Irland         | Cathal Dunne                               | Happy man                     | 5         | 80    |
| 5  | Finland        | Katri Helena                               | Katson Sineen Taivaan         | 14        | 38    |
| 6  | Monaco         | Laurent Vaguener                           | Notre vie c'est la musique    | 16        | 12    |
| 7  | Grekland       | Elpida                                     | Socrates                      | 8         | 69    |
| 8  | Schweiz        | Peter, Sue & Marc och Pfuri, Gorps & Kniri | Trödler und Co.               | 10        | 60    |
| 9  | Västtyskland   | Dschinghis Khan                            | Dschinghis Khan               | 4         | 86    |
| 10 | Israel         | Milk & Honey                               | Hallelujah                    | 1         | 125   |
| 11 | Frankrike      | Anne-Marie David                           | Je suis l'enfant soleil       | 3         | 106   |
| 12 | Belgien        | Micha Marah                                | Hey Nana                      | 18        | 5     |
| 13 | Luxemburg      | Jeane Manson                               | J'ai déjà vu ca dans tes yeux | 13        | 44    |
| 14 | Nederländerna  | Xandra                                     | Colorado                      | 12        | 51    |
| 15 | Sverige        | Ted Gärdestad                              | Satellit                      | 17        | 8     |
| 16 | Norge          | Anita Skorgan                              | Oliver                        | 11        | 57    |
| 17 | Storbritannien | Black Lace                                 | Mary Ann                      | 7         | 73    |
| 18 | Österrike      | Christina Simon                            | Heute in Jerusalem            | 18        | 5     |
| 19 | Spanien        | Betty Missiego                             | Su canción                    | 2         | 116   |

## Omröstningen
Israel tog ledningen efter första röstomgången, och Storbritannien gick upp jämsides röstomgången efter och tog över ledningen efter tredje röstomgången. Israel gick om på nytt i omröstningen därpå och höll ledningen till elfte omgången, då Spanien gick förbi med en poängs skillnad och sedan började dra ifrån med Israel och Frankrike efter sig. Inför näst sista omgången gick Israel förbi igen, med endast en poäng och inför sista röstomgången hade Spanien en poängs ledning före Israel, men låg trots detta i underläge, eftersom landet inte kunde rösta på sig självt. Spanien gav tio poäng till Israel som därmed gick om, och vann, i sista omgången.
Omröstningen genomfördes med en del problem. Röstkontrollanten Frank Naef påstod felaktigt att Sverige och Norge hade gett felaktiga poäng, när de trots allt hade gjort rätt, vilket skapade viss oro i hallen. Dåliga telefonledningar gjorde att programledarna ett flertal gånger hörde fel eller fick be att poängen skulle upprepas. Dessutom gav Spanien som sista röstande land felaktigt ut två 10-poängare, till Portugal och Israel, vilket rättades till i efterhand då Portugal fick 6 poäng och landets slutpoäng justerades ner från 68 poäng till 64.
| Startordning | Startordning   | Röster | Röster | Röster | Röster | Röster | Röster | Röster | Röster | Röster | Röster | Röster | Röster | Röster | Röster | Röster | Röster | Röster | Röster | Röster | Röster |
| Startordning | Startordning   | Totalt | PT     | IT     | DK     | IE     | FI     | MC     | GR     | CH     | DE     | IL     | FR     | BE     | LU     | NL     | SE     | NO     | UK     | AT     | ES     |
| ------------ | -------------- | ------ | ------ | ------ | ------ | ------ | ------ | ------ | ------ | ------ | ------ | ------ | ------ | ------ | ------ | ------ | ------ | ------ | ------ | ------ | ------ |
| Bidrag       | Portugal       | 64     |        | 6      | -      | -      | 2      | 5      | -      | 4      | 4      | -      | 10     | 5      | 3      | 3      | 3      | 6      | -      | 7      | 6      |
| Bidrag       | Italien        | 27     | 8      |        | -      | -      | 8      | -      | -      | -      | -      | -      | -      | -      | -      | -      | -      | 3      | -      | -      | 8      |
| Bidrag       | Danmark        | 76     | -      | -      |        | 2      | -      | 3      | 12     | 1      | 10     | 12     | 6      | 7      | 4      | 8      | 1      | -      | 3      | 3      | 4      |
| Bidrag       | Irland         | 80     | 5      | 5      | 5      |        | 6      | -      | 10     | 6      | 6      | 3      | -      | 10     | 7      | -      | 8      | 5      | 4      | -      | -      |
| Bidrag       | Finland        | 38     | -      | 7      | -      | -      |        | -      | 7      | 8      | 5      | -      | 5      | -      | 6      | -      | -      | -      | -      | -      | -      |
| Bidrag       | Monaco         | 12     | 1      | 2      | 4      | -      | -      |        | -      | -      | -      | -      | 3      | -      | -      | -      | -      | -      | -      | -      | 2      |
| Bidrag       | Grekland       | 69     | 10     | -      | 1      | 4      | -      | 7      |        | 7      | 2      | 10     | 4      | 1      | 5      | 7      | 2      | -      | -      | 2      | 7      |
| Bidrag       | Schweiz        | 60     | -      | -      | 7      | 1      | 10     | 2      | 2      |        | 7      | 4      | 7      | -      | -      | -      | -      | 8      | -      | 12     | -      |
| Bidrag       | Västtyskland   | 86     | 2      | 1      | 12     | 5      | 3      | 12     | -      | -      |        | 6      | 12     | 4      | 1      | 2      | 6      | -      | 8      | -      | 12     |
| Bidrag       | Israel         | 125    | 12     | -      | 6      | 12     | 12     | 8      | 4      | 5      | -      |        | 1      | 2      | 8      | 1      | 12     | 12     | 12     | 8      | 10     |
| Bidrag       | Frankrike      | 106    | 6      | 10     | -      | -      | 1      | 10     | 8      | 10     | -      | 5      |        | 6      | 12     | 12     | 5      | 7      | 6      | 5      | 3      |
| Bidrag       | Belgien        | 5      | -      | -      | 2      | -      | -      | -      | -      | -      | 1      | -      | -      |        | -      | -      | -      | -      | 2      | -      | -      |
| Bidrag       | Luxemburg      | 44     | 7      | -      | -      | 3      | 4      | 4      | 5      | 3      | -      | -      | 2      | -      |        | 4      | -      | 2      | 10     | -      | -      |
| Bidrag       | Nederländerna  | 51     | -      | -      | 8      | 10     | 5      | -      | 3      | -      | 3      | 7      | -      | 3      | -      |        | 4      | 4      | -      | 4      | -      |
| Bidrag       | Sverige        | 8      | -      | -      | -      | 6      | -      | -      | 1      | -      | -      | 1      | -      | -      | -      | -      |        | -      | -      | -      | -      |
| Bidrag       | Norge          | 57     | 3      | 3      | -      | 8      | -      | 6      | -      | -      | -      | 2      | -      | 8      | 2      | 6      | 10     |        | 7      | 1      | 1      |
| Bidrag       | Storbritannien | 73     | 4      | 8      | 10     | 7      | 7      | 1      | -      | 2      | 8      | -      | -      | -      | -      | 5      | -      | 10     |        | 6      | 5      |
| Bidrag       | Österrike      | 5      | -      | 4      | -      | -      | -      | -      | -      | -      | -      | -      | -      | -      | -      | -      | -      | -      | 1      |        | -      |
| Bidrag       | Spanien        | 116    | -      | 12     | 3      | -      | -      | -      | 6      | 12     | 12     | 8      | 8      | 12     | 10     | 10     | 7      | 1      | 5      | 10     |        |

### 12-poängare
| Antal | Tävlande land | Länder som gav 12 poäng                                   |
| ----- | ------------- | --------------------------------------------------------- |
| 6     | Israel        | Finland, Irland, Norge, Portugal, Storbritannien, Sverige |
| 4     | Spanien       | Belgien, Italien, Schweiz, Västtyskland                   |
| 4     | Västtyskland  | Danmark, Frankrike, Monaco, Spanien                       |
| 2     | Danmark       | Grekland, Israel                                          |
| 2     | Frankrike     | Luxemburg, Nederländerna                                  |
| 1     | Schweiz       | Österrike                                                 |

## Återkommande artister
| Artist                 | Land          | Tidigare år             |
| ---------------------- | ------------- | ----------------------- |
| Anne-Marie David       | Frankrike     | 1973 (för Luxemburg)    |
| Sandra Reemer (Xandra) | Nederländerna | 1972 (med Andres), 1976 |
| Anita Skorgan          | Norge         | 1977                    |
| Peter, Sue & Marc      | Schweiz       | 1971 & 1976             |